# Protanais ligniamator
Protanais ligniamator is een naaldkreeftjessoort uit de familie van de Tanaidae. De wetenschappelijke naam van de soort is voor het eerst geldig gepubliceerd in 2006 door Larsen.